# دانييل هوغ
دانييل ماتياس هوغ (بالدانماركية: Daniel Mathias Høegh) (مواليد 6 يناير 1991) هو لاعب كرة قدم دانماركي يجيد اللعب في مركز قلب الدفاع ، ويلعب حاليًا لنادي بازل السويسري.

## بطولات وإنجازات اللاعب

### بازل
- دوري السوبر السويسري: 2015–2016

## روابط خارجية
- دانييل هوغ على موقع قاعدة بيانات كرة القدم.إي يو (الإنجليزية)
- دانييل هوغ على موقع ناشيونال فوتبول تيمز (الإنجليزية)
- دانييل هوغ على موقع Soccerway.com (الإنجليزية)
- دانييل هوغ على موقع عالم كرة القدم.نت (الإنجليزية)
- دانييل هوغ على موقع AS.com (الإسبانية)

- Daniel Høegh